# Чемпионат СССР по классической борьбе 1940
11-й чемпионат СССР по классической борьбе проходил в Ростове-на-Дону (лёгкий вес) с 4 по 6 мая 1940 года, в Одессе (полутяжёлый вес) с 7 по 9 мая, в Киеве (полулёгкий вес) с 12 по 14 мая, в Ереване (легчайший вес) с 18 по 20 мая, в Тбилиси (полусредний вес) с 24 по 26 мая, в Горьком (средний вес) с 6 по 8 июня, в Москве (тяжёлый вес) с 19 по 25 июня. В одиннадцатом чемпионате участвовало 126 борцов, представлявших 19 организаций и 22 города. Полностью оправдало себя проведение первенства по каждой весовой категории в отдельных городах. Цирки, в которых проводились соревнования, все дни были переполнены. Выдающегося успеха добился Константин Коберидзе. В этом году он стал чемпионом СССР в полутяжёлом и тяжёлом весах. Интересно, что и Иван Плясуля, и Варгашак Мачкалян стали соответственно серебряными и бронзовыми призёрами в полутяжёлом и тяжёлом весах.

## Медалисты
| Весовая категория | Золото                        | Серебро                   | Бронза                           |
| ----------------- | ----------------------------- | ------------------------- | -------------------------------- |
| Легчайший вес     | Саркис Варданян Ереван        | Сергей Спиридонов Львов   | А. Кочарян Кировакан             |
| Полулёгкий вес    | Онни Турунен Киев             | Николай Баскаков Москва   | Степан Ропаев Севастополь        |
| Лёгкий вес        | Арменак Ялтырян Харьков       | Леонид Егоров Москва      | В. Давиденко Москва              |
| Полусредний вес   | Григорий Иващенко Севастополь | Вячеслав Кожарский Москва | П. Коломийцев Москва             |
| Средний вес       | Григорий Пыльнов Москва       | Иван Михайловский Харьков | Григорий Ткаченко Ростов-на-Дону |
| Полутяжёлый вес   | Коберидзе Константин Москва   | Иван Плясуля Ереван       | Варгашак Мачкалян Тбилиси        |
| Тяжёлый вес       | Коберидзе Константин Москва   | Иван Плясуля Ереван       | Варгашак Мачкалян Тбилиси        |